# Chaoborus edulis
Espèce
Chaoborus (Sayomyia) edulis (du latin edulis : comestible) est une espèce de diptères nématocères du Malawi.
Elle est comestible au stade imago. Les Kavirondos l'utilisent pour confectionner le gâteau de mouches.